# La Roche (Zwitserland)
La Roche is een gemeente en plaats in het Zwitserse kanton Fribourg, en maakt deel uit van het district Gruyère.
La Roche telt 1.707 inwoners.